# Дракула: Неиспричано
Дракула: Неиспричано (енгл. Dracula Untold) амерички је акциони хорор филм из 2014. године, режисера Гарија Шора. Инспирисан је Брем Стокеровим романом Дракула, као и животима историјских личности Влада Цепеша III, кога тумачи Лук Еванс, и султана Мехмеда II, кога тумачи Доминик Купер. Поред Еванса и Купера, у главним улогама су Сара Гадон, као Владова жена Мирена, и Чарлс Денс као господар вампира.
Филм представља преднаставак свих дотадашњих делова из серијала о грофу Дракули и приказује како је и Влад Цепеш III постао вампир, касније познат као Дракула. Са зарадом већом од 217 милиона долара, филм је био комерцијални успех. Добио је помешане критике и освојио две Награде Сатурн, и то за најбољи хорор филм и најбољи костим. Негативне критике биле су упућене ка причи, ликовима и недоследности историјским чињеницама, док су глумачки перформанси и визуелни ефекти били похваљени. Налази се на листи 50 хорор филмова са највећом зарадом у историји.

## Радња
Како би заштитио свој народ од напада Турака Османлија, принц Трансилваније и Влашке, Влад Цепеш III, склапа пакт с демоном који му нуди да га претвори у вампира, бесмртног монструма који ће бити довољно моћан да порази Турке. У великом окршају, у историји записаном као Ноћни напад код Трговишта, Влад се суочава са султаном Мехмедом II и његових 100.000 војника.

## Улоге
| Глумац             | Улога                              |
| ------------------ | ---------------------------------- |
| Лук Еванс          | Влад Цепеш III „Набијач” — Дракула |
| Доминик Купер      | Султан Мехмед II „Освајач”         |
| Сара Гадон         | Мирена                             |
| Арт Паркинсон      | Ингерас                            |
| Чарлс Денс         | Господар вампира                   |
| Вилијам Хјустон    | Казан                              |
| Диармаид Мурта     | Думитру                            |
| Ноа Хантли         | Капетан Петру                      |
| Пол Кеј            | Монах Луцијан                      |
| Зак Макгауан       | Шкелгим                            |
| Фердинанд Кингслеј | Хамза-бег                          |
| Џозеф Лонг         | Тураханоглу Омер-бег               |
| Тор Кристијансон   | „Светле очи”                       |
| Сара Гадон         | Мина Харкер                        |